# Acktjärnen (Västerfärnebo socken, Västmanland)
Acktjärnen är en sjö i Sala kommun i Västmanland och ingår i Norrströms huvudavrinningsområde. Sjön har en area på 0,0668 kvadratkilometer och ligger 115 meter över havet. Acktjärnen ligger i Hälleskogsbrännans naturreservat.

## Delavrinningsområde
Acktjärnen ingår i det delavrinningsområde (664871-152221) som SMHI kallar för Utloppet av Hörendesjön. Medelhöjden är 88 meter över havet och ytan är 35,84 kvadratkilometer. Räknas de 8 avrinningsområdena uppströms in blir den ackumulerade arean 145,13 kvadratkilometer. Svartån som avvattnar avrinningsområdet har biflödesordning 2, vilket innebär att vattnet flödar genom totalt 2 vattendrag innan det når havet efter 179 kilometer. Avrinningsområdet består mestadels av skog (59 procent) och jordbruk (13 procent). Avrinningsområdet har 6,24 kvadratkilometer vattenytor vilket ger det en sjöprocent på 17,4 procent.